# Myospila xanthisma
Myospila xanthisma este o specie de muște din genul Myospila, familia Muscidae, descrisă de Shinonaga și Huang în anul 2007.
Este endemică în Taiwan. Conform Catalogue of Life specia Myospila xanthisma nu are subspecii cunoscute.